# Diócesis de Miranda de Duero

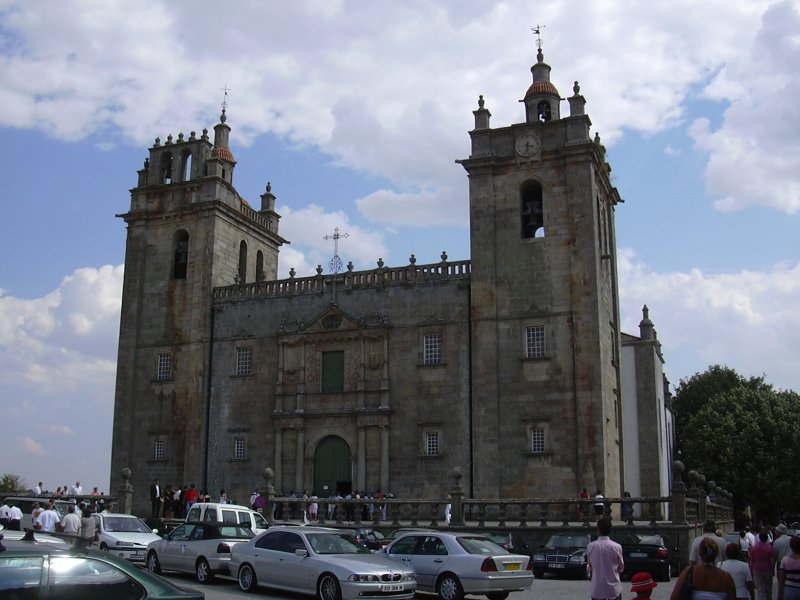
Catedral de Miranda de Duero

La diócesis de Miranda de Duero (en latín: Dioecesis Mirandensis) fue una sede histórica católica de rito latino, sufragánea de la  archidiócesis de Braga y situada en Portugal, concretamente en la ciudad de Miranda de Duero.

## Historia
Creada el 23 de marzo de 1545, coincidiendo con el ascenso de Miranda de Duero a la categoría de ciudad durante el reinado de Juan III. Ocupaba los territorios orientales de la  archidiócesis de Braga, la mayor parte de la comarca de Trás-os-Montes, región fronteriza con España.
La elección de la sede episcopal no fue pacífica, ya que Miranda era una ciudad fronteriza, relativamente pobre y poco poblada. Ya en el siglo XVIII, la consolidación de Braganza como principal polo demográfico y económico de Trás-os-Montes llevó a la creación, el 5 de marzo de 1770, de la nueva Diócesis de Braganza, en cuya circunscripción se incluyeron buena parte de los territorios hasta entonces adscritos a la diócesis mirandesa. Sólo diez años después, el 27 de septiembre de 1780 ambas diócesis fueron unidas bajo un solo báculo episcopal, con el nombre de Diócesis de Braganza y Miranda; situación que permaneció hasta que se produjo, ya en 1996, la fusión definitiva, con el nombre de Diócesis de Braganza-Miranda.

## Episcopologio
Episcopologio de Miranda y Braganza-Miranda